# Пустынный жаворонок
Пустынный жаворонок, или пустынный вьюрковый жаворонок (лат. Ammomanes deserti) — птица из семейства жаворонковых.

## Описание
Пустынный жаворонок достигает длины 16 см, размах крыльев составляет  23 см. Оперение песчано-сероватого цвета хорошо маскирует птицу на песчаном грунте. Полы похожи, но есть значительные географические различия. У птицы довольно тусклое оперение, которое может варьироваться от довольно светлого до довольно тёмного. Оперение может варьироваться между подвидами, но и особи внутри популяций тоже могут быть разными.

## Распространение
Вид распространён в Северной Африке, Передней и Центральной Азии. Данный вид вляется постоянным (не мигрирующим), кроме локальных перемещений в засушливых каменистых районах, избегает плоского песка и всегда встречается на пересечённой местности с вертикальным элементом. 

## Размножение

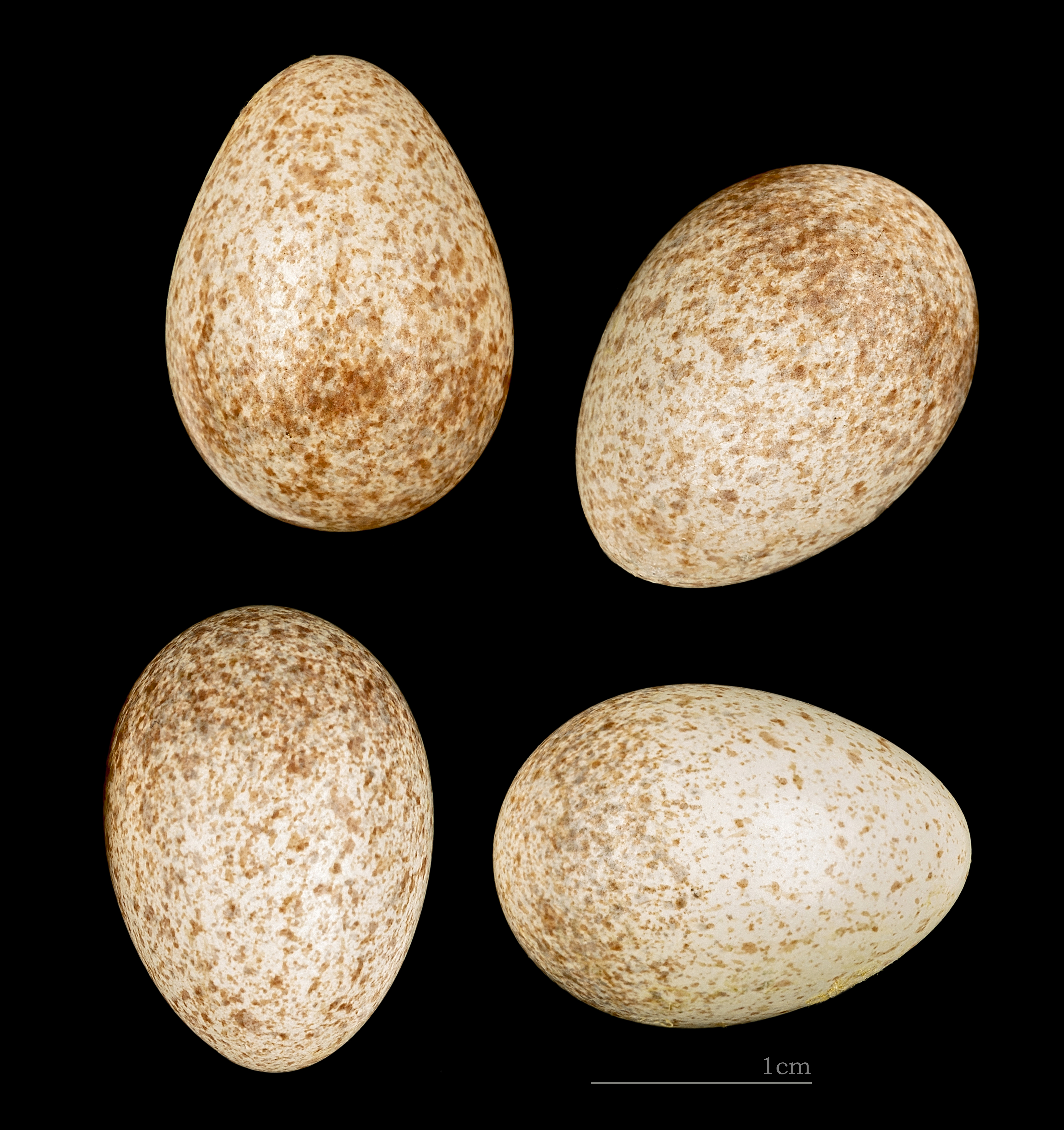
Ammomanes deserti algeriensis

Своё гнездо пустынный жаворонок строит обычно в скалах или в пучке трав. На наветренной стороне птица укрепляет его маленькими камнями. В сухой внутренней части пустынь самки кладут чаще 3 яйца, на окраине пустынь — от 4-х до 5-и.